# 卡爾·帕梅朗斯
卡爾·伯納德·帕梅朗斯（英語：Carl Bernard Pomerance，1944年11月24日—）是一名美國數學家。他就讀於布朗大學，後來於1972年獲得哈佛大學博士學位，他的論文證明任何奇數完全數都至少有七個不同的質因數。他加入了喬治亞大學的教師隊伍，於1982年成為正式教授。隨後，他在朗訊科技有限公司工作數年，之後成為達特茅斯學院的傑出教授。

## 研究工作
他有120多篇著作，包括與理查德·克蘭多爾合著的《質數：計算的視角》（施普林格，2001年第一版，2005年第二版），以及與艾狄胥·帕爾的合著。他是整數分解方法之一的發明者，即二次篩選法，該算法在1994年被用於RSA-129的分解。他也是阿德曼-帕梅朗斯-魯梅利原始性檢定的發現者之一。

## 榮譽
帕梅朗斯獲得許多教學和研究獎項，包括1985年的肖維勒獎，1997年MAA的黛博拉與富蘭克林·海莫傑出教學獎，以及2001年以《兩個篩子的故事》（A Tale of Two Sieves）獲得列維·L·科南特獎。
2012年，帕梅朗斯獲選為美國數學學會會士。同年，他還成為約翰·凱梅尼夫婦的數學教授。

## 外部連結
- 卡爾·帕梅朗斯 （页面存档备份，存于）在達特茅斯學院的官方網頁
- 2001 Conant Prize （页面存档备份，存于）, an article in the Bulletin of the AMS, vol 48:4 (2001), 418–419